# David Lee Roth
David Lee Roth (Bloomington, Indiana, 10 oktober 1954) is een Amerikaanse zanger, bekend geworden als de flamboyante leadzanger van Van Halen. Hij viel op door zijn uitstraling als feestende surfer, zijn lange blonde haren, acrobatische sprongen en kleurige, spandex kleding.
Als soloartiest scoorde hij hits met Just Like Paradise en een cover van California Girls.

## Levensloop
Roth groeit op met de muziek van zijn vader, onder andere Al Jolson, Ray Charles en Frank Sinatra. In zijn vroege tienerjaren verhuist hij naar Californië en begin jaren 70 is Roth een grote rockfan geworden van bands als Led Zeppelin, ZZ Top en Alice Cooper. Roth wordt zanger in verschillende lokale bands, waaronder The Red Ball Jets. Deze band treedt vaak samen op met de band Mammoth waarin de broers Eddie en Alex Van Halen spelen. Mammoth leent regelmatig versterkers van Roth voor hun optreden en een vriendschap was ontstaan. Roth wordt door de broers gevraagd om bij hen te komen zingen en samen met bassist Michael Anthony vormen ze de band Van Halen.
Na te zijn ontdekt door Gene Simmons van KISS krijgt Van Halen een platencontract bij Warner Bros en in 1978 brengen ze hun debuutalbum uit. Een lange reeks van succesplaten volgt en de band wordt een grote publiekstrekker.
Op het hoogtepunt van hun roem brengt Roth een solo-ep uit in 1985, Crazy from the Heat. Hij verspreidt geruchten dat er onenigheid in de band bestaat en dat hij op het punt staat te gaan acteren in een grote film. Later in 1985 stapt Roth uit Van Halen, waar hij wordt vervangen door Sammy Hagar, de fans geschokt achterlatend. De ruzie tussen de voormalige bandleden wordt uitgevochten in de pers. Zijn filmrol blijkt verzonnen, maar wel richt Roth een soloband op met bekende rockartiesten als bassist Billy Sheehan, ex-Frank Zappa-gitarist Steve Vai en drummer Gregg Bissonette. Hun eerste album, Eat Em & Smile, is direct een succes en ook de tournee wordt goed bezocht. Met deze band maakt hij nog een album Skyscraper en in 1991 brengt hij het album A Little Ain't Enough met Jason Becker als gitarist.
De albums zijn een succes maar de fricties tussen de bandleden en Roth worden steeds groter. Roth probeert het over een andere muzikale boeg te gooien en brengt in 1994 het door Nile Rodgers geproduceerde Your Filthy Little Mouth uit. Dit album wordt zeer lauw ontvangen en ook zijn poging om in Las Vegas te gaan optreden is geen succes.
In 1996, na het vertrek van Hagar bij Van Halen, gaan de geruchten rond dat een reünie tussen Roth en Van Halen niet lang meer kon duren. Op 4 september 1996 laat de band in oude bezetting zich zien bij de MTV Video Music Awards in New York. In de voorgaande zomer heeft de band enkele nieuwe nummers opgenomen, waarvan er twee verschijnen op de Best Of: Vol. 1 collection van Van Halen. Als Roth erachter komt dat Van Halen ondertussen al de voormalig Extreme-zanger Gary Cherone heeft ingehuurd, gaan Eddie Van Halen en Roth bijna met elkaar op de vuist tijdens de MTV Video Music Awards.
In 1997 brengt Roth een autobiografie uit, Crazy from the Heat, en in 1998 zijn beste soloalbum (DLR Band) in jaren. Nadat Van Halen hun nieuwe zanger in 1999 heeft ontslagen, ontstaan er weer geruchten over een hernieuwde samenwerking. In april 2001 bevestigt Roth deze geruchten. Nog geen week later brengt Eddie Van Halen een verklaring uit dat hij kanker heeft.
In 2003 brengt Roth een nieuw soloalbum uit bij zijn nieuwe platenmaatschappij Magna Carta Records. Dit album is getiteld Diamond Dave en bevat (meest) covers van oude rocknummers, waaronder "If 6 was 9" (Jimi Hendrix) en een bigbandversie van "Ice Cream Man" (Van Halen).
Vanaf 27 september 2007 is David Lee Roth weer de zanger van Van Halen op hun Noord-Amerikaanse tournee.

## Discografie

### Studioalbums
- 1985 - Crazy from the Heat
- 1986 - Eat 'Em and Smile
- 1988 - Skyscraper
- 1991 - A Little Ain't Enough
- 1994 - Your Filthy Little Mouth
- 1997 - The Best
- 1998 - DLR Band
- 2003 - Diamond Dave

- Bibliothèque nationale de France: cb138992178 (data)
- Gemeinsame Normdatei: 120393417
- International Standard Name Identifier: 0000 0001 1946 0750
- Library of Congress Control Number: n85269526
- MusicBrainz: 802d37d5-0aaa-492e-b366-99f75e5a196f
- Nationale Bibliotheek van Tsjechië: ola2002152414
- Nationale Bibliotheek van Israël: 987007410934605171
- Nationale Bibliotheek van Polen: a0000003082694
- Nederlandse Thesaurus van Auteursnamen: 073537543
- SNAC: w6253w76
- Virtual International Authority File: 2657647
- WorldCat: E39PBJvd6XyJgmrm6pR8mxvT73